# Haplogonaria viridis
Haplogonaria viridis är en plattmaskart som beskrevs av Jürgen Dörjes 1968. Haplogonaria viridis ingår i släktet Haplogonaria och familjen Haploposthiidae. Arten är reproducerande i Sverige. Inga underarter finns listade i Catalogue of Life.